# Одуванчик снежный
Одува́нчик сне́жный или Одува́нчик ту́ндровый (лат. Taráxacum nivále Lange ex Kihlm, 1889) — вид рода одуванчик (Taraxacum) семейства Астровые (Asteraceae).

## Ареал
Растёт на щебнистых, каменистых и песчаных склонах, скалах и осыпях, по берегам рек и ручьев, реже на лужайках. Распространен только в России: в Тюменской области, в Ямало-Ненецком автономном округе, в Красноярском крае и в Таймырском флористическом районе, а также в Мурманской области в Хибинах.